# Kyōichi Nanatsuki
七月 鏡一
Œuvres principales
Première œuvre : Jésus
Kyōichi Nanatsuki (七月 鏡一, Nanatsuki Kyōichi), pseudonyme de Kentaro Itamoto, né le 30 juillet 1968 dans la préfecture de Hokkaidō, est un mangaka japonais.

## Œuvres (scénariste)
- 1992-1995 : Jésus avec Yoshihide Fujiwara (Shōgakukan, 13 volumes
- 1995 : Samurai Spirits - Makai Bugeichou avec Miyoshi Yuki  (Shōgakukan,1 volume)
- 1997-2002 : Arms avec Ryōji Minagawa (Shōgakukan, 22 volumes)
- 2000-2006 : Yami no Aegis (Aegis in the Dark) avec Yoshihide Fujiwara (Shōgakukan, 26 volumes)
- 2005-2007 : 8 Man Infinity  avec Takashi Takayuki ( Kodansha,6 volumes)
- 2007-2009 :Akatsuki no Aegis ( Aegis in the Dawn) avec Yoshihide Fujiwara (Shōgakukan, 6 volumes)
- 2009-2012 : Jesus Sajin Kōro avec Yoshihide Fujiwara (Shōgakukan, 14 volumes)
- 2010- (en cours) : The Arms Peddler avec Night Owl (Square Enix, 7 volumes)
- 2012-2016 : Area D, un talent inhabituel avec Yang Kyung-il (Shōgakukan, 14 volumes)
- 2013) : Pocket Monsters BW - Good Partners avec  Kenmotsu Chiyo , (Shôgakukan, 1 volume)
- 2019-en cours : Gijin( ギジ) avec Asahi Manyo, (Shôgakukan)

## Récompenses
En 1999, il remporte le prix Shōgakukan dans la catégorie Shōnen avec Ryōji Minagawa pour Arms.
En 2014, il remporte le Grand prix de l'Imaginaire dans la catégorie manga avec Night Owl pour The Arms Peddler.